# Reazione di Mannich
La reazione di Mannich è una reazione chimica organica che consiste nell'alchilazione amminica di un protone acido collocato accanto ad un gruppo funzionale carbonilico, tipicamente tra la formaldeide ed una ammina primaria o secondaria oppure l'ammoniaca. Il prodotto finale è un composto β-ammino-carbonilico noto anche come base di Mannich. Le reazioni tra aldoimmine e carbonili con metileni in alfa sono considerate anch'esse reazioni di Mannich. La reazione prende il nome dal chimico Carl Mannich.
La reazione di Mannich è un esempio di addizione nucleofila di una ammina ad un gruppo carbonilico seguita da disidratazione della base di Schiff. La base di Schiff, o immina, è un elettrofilo che reagisce nel secondo passo di una addizione elettrofila con un composto contenente un protone acido (che era o è diventato un enolo). La reazione di Mannich è anche considerata una reazione di condensazione.
Nella reazione di Mannich sono impiegate ammine primarie, secondarie oppure l'ammoniaca, mentre le ammine terziarie mancano di un protone, necessario per formare l'intermedio enamminico, quindi non sono utilizzate. Composti con un protone acido in posizione alfa utilizzabili per questo tipo di reattività si ritrovano tra i composti carbonilici, nitrili, acetileni, composti nitro alifatici, alfa-alchil-piridine o immine. È anche possibile utilizzare i gruppi fenilici attivati ed eterocicli ricchi di elettroni come furano, pirrolo e tiofene. L'indolo è un substrato particolarmente attivo; la reazione fornisce derivati graminici.

## Meccanismo
Il meccanismo ha inizio con la formazione di uno ione imminio dalla reazione tra ammina e formaldeide in ambiente acido:
Il composto con il gruppo funzionale carbonilico (in questo caso un chetone) può tautomerizzare nella forma enolica, dopodiché può attaccare lo ione imminio.

## Reazioni di Mannich asimmetriche
Sono stati fatti molti progressi verso l'applicazione di reazioni di Mannich enantio- o diastereo-selettive. Quando propriamente funzionalizzato il ponte etilenico appena formatosi possiede due centri prochirali, dando quindi luogo a due coppie diastereoisomeriche. Il primo esempio di Mannich asimmetrica è riportato tra una aldeide e la (S)-prolina come catalizzatore chirale:
La reazione prende luogo tra una semplice aldeide, quale la propionaldeide, ed una immina derivata da gliossilato di etile e p-metossianilina (PMP = parametossifenil), ed è catalizzata dalla (S)-prolina in diossano a temperatura ambiente. La reazione è diastereoselettiva con una preferenza per la syn-Mannich 3 : 1 quando il sostituente alchilico sull'aldeide è un gruppo metile o 19 : 1 quando il gruppo alchilico è il molto più grande gruppo pentile. La reazione è anche enantioselettiva tra i due possibili addotti syn (S,S) o (R,R), con una preferenza per l'addotto (S,S) rappresentata da un eccesso enantiomerico superiore al 99%. Questa stereoselettività è spiegata nello schema qui sotto.
La prolina entra in un ciclo catalitico reagendo con l'aldeide per formare una enammina. I due reagenti (immina ed enammina) si allineano per la reazione di Mannich con attacco dalla faccia Si della enammina verso l'immina. Per via della tensione sterica si impone che il residuo alchilico della enammina e il gruppo imminico siano antiperiplanari in un approccio che li blocca in una modalità di addizione syn. L'enantioselettività è ulteriormente controllata dai legami a idrogeno tra il gruppo acido carbossilico della prolina e l'immina. Lo stato di transizione per l'addizione è un anello di nove termini con conformazione a sedia con legami singoli e doppi parziali. Avvenuta la reazione, il gruppo prolinico viene riconvertito ad aldeide e si forma un singolo isomero (S,S).
Tramite modifica del catalizzatore prolinico è possibile ottenere addotti anti-Mannich.

## Applicazioni
La reazione di Mannich è impiegata nella sintesi organica di composti naturali come peptidi, nucleotidi, antibiotici e alcaloidi (ad esempio il tropinone). Altre applicazioni sono nel settore agrochimico quali regolatori di crescita delle piante, nella chimica delle vernici e dei polimeri, nella sintesi di catalizzatori e come principale meccanismo di reticolazione della formalina come filato.
La reazione di Mannich è utilizzata anche nella sintesi di composti medicinali come ad esempio la rolitetraciclina (base di Mannich della tetraciclina),la fluoxetina (un antidepressivo),il tramadolo, ed il tolmetin (farmaci anti-infiammatori) e gli azaciclofani.
La reazione di Mannich viene impiegata per sintetizzare alchil ammine, convertendo idrocarburi apolari in saponi o detergenti. Questo processo è usato in una varietà di applicazioni di pulizia, trattamenti di carburante per autoveicoli e rivestimenti epossidici.